# System 11
Le System 11 est un système de jeux vidéo pour borne d'arcade compatible JAMMA destiné aux salles d'arcade, créé par la société japonaise Namco à la fin de l'année 1994.

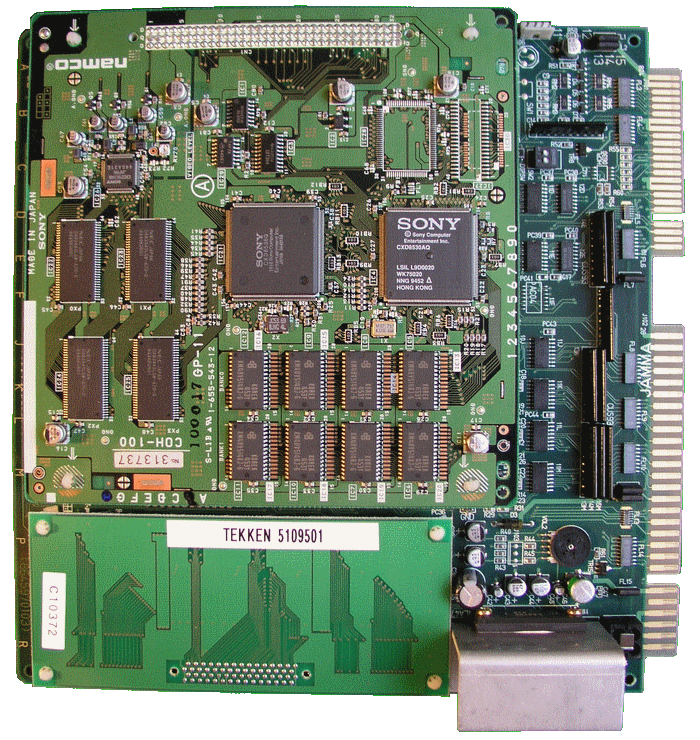
Une PCB System 11
(Tekken 2 Ver.C)

## Description
Après avoir essayé d'égaler les capacités de la console de jeu vidéo PlayStation de Sony avec son System 22 et Super System 22 (univers et graphisme en 3D), Namco va adopter du matériel déjà existant, la fameuse PlayStation. Ce fut un choix judicieux à l'époque ou ce 'hardware' permet l'explosion de l'univers 3D dans les jeux vidéo. Namco commercialise en décembre 1994, le tout nouveau System 11 avec Tekken comme premier jeu.
Techniquement, comme le Sony ZN-1, le système est basé sur le hardware de la console de jeux Sony PlayStation, ce qui explique que de nombreux jeux System 11 aient été convertis sur cette console. Le System 11 va pouvoir profiter de toutes les capacités de la toute nouvelle PlayStation à l'époque… Le processeur central nommé R3000A, est construit par LSI Logic (sur une technologie Silicon Graphics (RISC)) mais tourne à des fréquences supérieures à celle de la console. Il intègre le Geometry Transformation Engine (Moteur de transformation de géométrie) et le Data Decompression Engine (Moteur de décompression de données) qui permettent d'obtenir des capacités exceptionnelles en comparaison au matériel concurrent de l'époque. Le processeur graphique d'origine de la PlayStation est utilisée, mais le processeur sonore est remplacé par un processeur Namco C76 (basé sur un Mitsubishi M37702) et une puce audio Namco custom : une Namco C352,.
Les PCBs sont composées de trois cartes de circuit imprimé, une supportant le système, une seconde, petite, qui supporte les jeux et l'autre ne comportant que les processeurs (la taille de cette dernière est de la moitié de celle de la carte système), le CD-Rom de la version console n'est pas utilisé. Contrairement au Sony ZN-1 et bien que les jeux soient sous forme de carte fille branchée sur la carte mère, les cartes supportant les ROMs des jeux sont spécifiques à chaque carte mère et ne sont pas compatibles avec celles d'autres jeux, chaque carte mère System 11 étant dédiée à un seul jeu.
Ce système (ainsi que le System 12 et System 10) va devenir un système charnière pour Namco qui utilise dorénavant du matériel déjà développé. Le System 11 accueille des jeux notables par exemple Soul Edge et l'emblématique jeu de la société Namco, Tekken (qui sort en  tant que premier jeu de la plupart des nouveaux systèmes de la société).

## Spécifications techniques

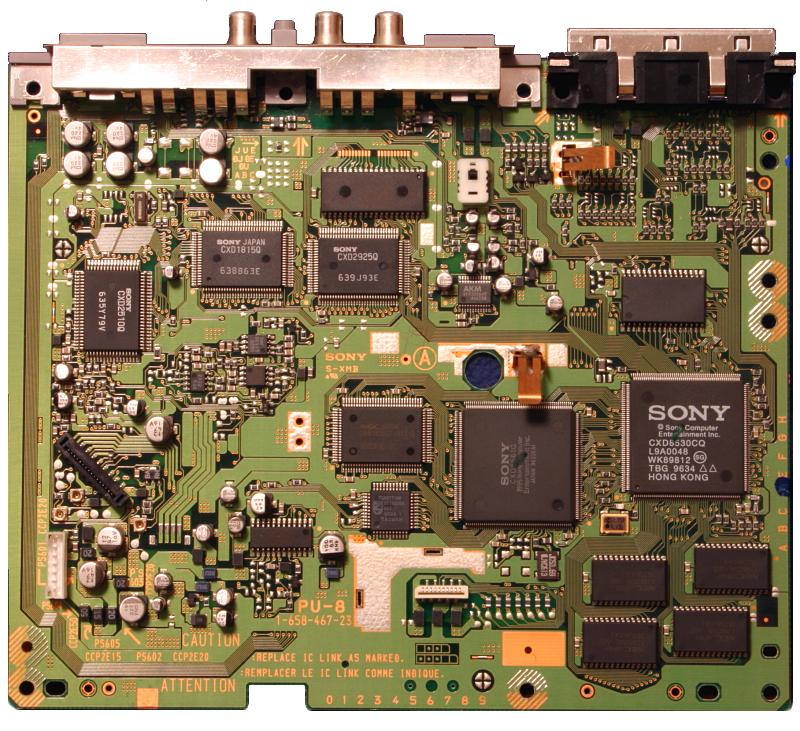
Une carte mère PlayStation.
Le System 11 est basé sur le matériel de la PlayStation.

### Processeur principal
- LSI Logic R3000A RISC 32 bit MIPS cadencé à 33,868 8 MHz
  - Geometry Transformation Engine et Data Decompression Engine intégré
  - Cache dinstruction : 4KB
  - BUS : 132 MB/s
  - OS ROM: 512Ko
  - RAM principale : 2MB

### Processeur graphique
- Capacité :
  - RAM vidéo : 2 MB
  - 360 000 polygones par seconde
  - Sprite/BG drawing
    - Effets des sprites :
      - Rotation
      - Scaling up/down
      - Warping, Transparency
      - Fading
      - Priority
      - Vertical and horizontal line scroll

  - framebuffer adjustable
  - No line restriction
  - 4 000 8 × 8 pixel sprites with individual scaling and rotation
  - Simultaneous backgrounds (scrolling parallaxe)
  - Résolution :
    - 256 × 224
    - 740 × 480

  - Couleurs : 16,7 millions de couleurs
  - CLUTs illimités (Color Look-Up Tables)

### Processeur audio
- Processeur sonore : Namco C76 (basé sur un Mitsubishi M37702) cadencé à 16,384 MHz
- Puce audio : Namco C352 cadencé à 16,384 MHz
- RAM sonore : 512 kB
- Capacité : Stéréo

## Liste des jeux
| Titre                    | Développeur   | Éditeur | Système   | Genre             | Date |
| ------------------------ | ------------- | ------- | --------- | ----------------- | ---- |
| Dancing Eyes (en)        | Namco         | Namco   | System 11 | Réflexion         | 1996 |
| Dunk Mania (en)          | Namco         | Namco   | System 11 | Sport : baseball  | 1995 |
| Kosodate Quiz My Angel 3 | Namco         | Namco   | System 11 | Réflexion : quiz  | 1998 |
| Pocket Racer (en)        | Namco         | Namco   | System 11 | Course            | 1996 |
| Point Blank 2            | Namco         | Namco   | System 11 | Light gun shooter | 1999 |
| Point Blank 3            | Namco         | Namco   | System 11 | Light gun shooter | 2001 |
| Prime Goal EX            | Namco         | Namco   | System 11 | Sport : football  | 1996 |
| Soul Edge                | Namco         | Namco   | System 11 | Combat            | 1996 |
| Soul Edge Ver. II        | Namco         | Namco   | System 11 | Combat            | 1996 |
| Soul Edge Ver. III       | Namco         | Namco   | System 11 | Combat            | 1996 |
| Star Sweep               | Namco / Axela | Namco   | System 11 | Réflexion         | 1997 |
| Tekken                   | Namco         | Namco   | System 11 | Combat            | 1994 |
| Tekken Ver.B             | Namco         | Namco   | System 11 | Combat            | 1995 |
| Tekken Ver.C             | Namco         | Namco   | System 11 | Combat            | 1995 |
| Tekken 2                 | Namco         | Namco   | System 11 | Combat            | 1995 |
| Tekken 2 Ver.B           | Namco         | Namco   | System 11 | Combat            | 1995 |
| Tekken 2 Ver.C           | Namco         | Namco   | System 11 | Combat            | 1995 |
| Xevious 3D/G (en)        | Namco         | Namco   | System 11 | Shoot 'em up      | 1995 |